# フレエル
フレエル（フランス語: Fréhel, 1891年7月13日 - 1951年2月3日）は、フランスの歌手、女優。7月14日出生との記事も存在する。

## 略歴
- 1891年7月13日、パリにて出生。本名：Marguerite Boulc'h 。パリの中でも貧しく厳しい環境下、貧困の中で育つ。
- 10代に入り、女性ミュージックホール・パフォーマーのうちの一人に会い、彼女をショービジネス・プロモーターに紹介したとき、その唄声を耳にしたプロモーターの注目により最初の脚光を浴びる。
- 彼女は“Pervenche”との芸名でのもとで芸能活動を開始し、やがて大道芸人のロベール・オラール（Robert Hollard、芸名「ロベルティ」Roberty）、と結婚。だがそれ以前より彼女の生活にはアルコールの影響が侵入し始めており、彼女の飲酒は夫との仲にも軋轢を引き起こす原因となった。結婚生活は長持ちすることなく破綻、離婚した夫は彼女を捨てて、程なく歌手のダミアへ走る。
- その後、彼女はモーリス・シュヴァリエとの交際を開始する。だが、それすらも長くは続かなかった。そしてモーリスが彼女を捨て、非常に年上の超スーパースター・ミスタンゲットに走った後、絶望し取り乱した少女（当時、僅か19歳）は自殺を企図、実行するも未遂に終わる。
- アルコールと薬物の世界のため抜け殻となった彼女は1923年、国外での療養を終えてパリへ戻る。異国から戻ってきた彼女を見たパリ市民は、彼らが知っていて、尚且つ好きだった歌手の衰えやつれた姿に衝撃を受けた。
- やがて芸名を『フレエル（ Fréhel ）』に改名することによって彼女は再出発を試みる（由来は彼女の両親が生まれたブルターニュの「Cap Fréhel」から名前を思い付いたものである）。
- 「フレエル」として甦った彼女は奇跡的な復帰を果たす。歌手「フレエル」は1924年パリ・オランピア劇場で強力なパフォーマンスと共にかつての魔法（魅力）を取り戻し、更にはフランスで最も人気のある会場で、すぐに主役を演じるまでになった。
- 1930年代、彼女は幾つかの映画に出演している。大抵は酒場の女将やキャバレーの歌手役で歌を披露した。特に1937年制作の「望郷」（ジュリアン・デュヴィヴィエ監督）では、落魄した女郎屋の女将を演じ、かつて自身が吹きこんだレコードを聞きながら涙を流すシーンが好評であった。
- 彼女のアルコール濫用癖は克服されなかったが、それでも彼女は1930年代フランス・ショービジネス界の重要な一人であった。
- ヨーロッパが捜し求めた卓越した表現者のうちの一人であることにもかかわらず、彼女の破滅的なアルコール中毒（アルコール依存症）は生涯、克服・完治することができなかった。彼女は彼女自身が長い間捜した“愛”を決して見つけることも叶わず、1951年2月3日、パリ・ピガールのホテルで“哀れな酔いどれ”となり孤独の中で生涯を閉じた。59歳。

## 主要歌唱作品 (出演作の劇中歌除く)
- L'obsédé (1930)
- Pauvre grand (1930)
- Sous la blafarde (1930)
- Comme un moineau (1930)
- Comme une fleur (1931)
- La coco (1931)
- Quand on a trop de cœur (1931)
- La chanson du vieux marin (1931)
- Musette (1932)
- Le grand Léon (1933)
- C'est un mâle (1933)
- Si tu n'étais pas là (1934) ＊映画『アメリ』で使用
- La peur (1935)
- Il encaisse tout (1935)
- Il est trop tard (1935)
- Où sont tous mes amants ? (1935)
- Rien ne vaut l'accordéon (1935)
- La valse à tout le monde (1936)
- Le fils de la femme poisson (1936)
- Les filles qui la nuit ... (1936)
- Maison louche (1936)
- Sous la flotte (1936)
- C'est un petit bal musette (1936)
- Frou-Frou (1937) ＊映画『大いなる幻影』でラジオ放送の歌として流れるシーンでジャン・ギャバンも歌いだす
- Pleure (1937)
- Derrière la clique (1938)
- L'amour des hommes (1938)
- La chanson des fortifs (1938) ＊映画『ママと娼婦』で使用
- Ohé ! les copains ! (1939)
- La der des der (1939)

## 映画出演作
- Celles qui s'en font (1930年、ジェルメーヌ・デュラック／短編)　＊劇中歌「Toute seule」、「A la dérive」
- Cœur de lilas (1932年、アナトール・リトヴァク) ＊劇中歌「La môme Caoutchouc」
- La Rue sans nom (1934年、ビエール・シュナル) ＊劇中歌「La Méhoul」
- 『熱風』Amok (1934年、フェドール・オゼップ) ＊劇中歌「J'attends quelqu'un｣
- Je n'ai plus rien (1934年、ジェルメーヌ・デュラック／音楽短編)
- 『とらんぷ譚』Le Roman d'un tricheur (1936年、サシャ・ギトリ) ＊劇中歌「Et v'la pourquoi」
- Radio (1936年、モリース・クロシュ／短編) ＊劇中歌「Tel qu'il est」
- Gigolette (1936年、イヴァン・ノエ) ＊劇中歌「Tout change dans la vie」
- L'Innocent (1937年、モリース・カマージュ)
- 『望郷』Pépé le Moko (1937年、ジュリアン・デュヴィヴィエ) *主題歌「Pépé le Moko」及び劇中歌「Où est-il donc ?」(映画『夜明けのマルジュ』でこの場面を使用)
- La Rue sans joie (1938年、アンドレ・ユゴン)
- Le Puritain (1938年、ジェフ・ミュッソ)
- La Maison du Maltais (1938年、ピエール・シュナル)
- Une java (1939年、クロード・オルヴァル) ＊劇中歌「La Java bleu」
- Berlingot et compagnie (1939年、フェルナン・リヴェール)
- L'Entraîneuse (1939年、アルベール・ヴァランタン) ＊劇中歌「Sans lendemain」
- L'Enfer des anges (1941年、クリスチャン＝ジャック)
- L'Homme traqué (1947年、ロベール・ビバル)
- Un homme marche dans la ville (1949年、マルセル・パリエロ)
- Maya (1949年、レイモン・ベルナール)